# Requejo (Sobrado)
Requejo es una localidad del municipio leonés de Sobrado, en la comunidad autónoma de Castilla y León. 
La iglesia está dedicada a Santa Bárbara.

## Localidades limítrofes
Confina con las siguientes localidades:
- Al noreste con Paradela de Arriba.
- Al este con Peón.
- Al sur con Valiña.
- Al suroeste con Friera.
- Al oeste con Sobrado.

## Demografía
Evolución de la población
| Gráfica de evolución demográfica de Requejo entre 2000 y 2017      |
|                                                                    |
| Población de derecho (2000-2017) según el padrón municipal del INE |

## Historia
Así se describe a Requejo en el tomo XIII del Diccionario geográfico-estadístico-histórico de España y sus posesiones de Ultramar, obra impulsada por Pascual Madoz a mediados del siglo XIX:

Lugar en la provincia de León (19 leguas), partido judicial y abadía de Villafranca (2), audiencia territorial y capitanía general de Valladolid (37), ayuntamiento de Cabarcos. Situado en un pequeño llano a la margen derecha del río Sil; su clima es benigno; sus enfermedades más comunes las tercianas. Tiene 20 casas; iglesia anejo de Friera; una ermita (Santa Bárbara), y una fuente de buenas aguas. Confina con Corullón, Paradela, el río Sil y la matriz. El terreno es de mediana calidad y de secano; hay arbolado de robles, castaños y encina. Los caminos son locales y malos; recibe la correspondencia de Villafranca. Producciones: granos, patatas y castañas; cría ganado vacuno y cabrío. Población: 16 vecinos, 80 almas. Contribución: con el ayuntamiento.
Diccionario geográfico-estadístico-histórico de España y sus posesiones de Ultramar